# لودویگ دونات
لودویگ دونات (انگلیسی: Ludwig Donath؛ ۶ مارس ۱۹۰۰ – ۲۹ سپتامبر ۱۹۶۷) یک هنرپیشه اهل اتریش بود.
از فیلم‌ها یا برنامه‌های تلویزیونی که وی در آن نقش داشته است می‌توان به پرده پاره، گیلدا، داستان جولسون، سیروکو، این زمین مال من است، زیردریایی اسرارآمیز، تامپیکو اشاره کرد.

## مرگ
دونات در سال ۱۹۶۷ بر اثر سرطان خون درگذشت.  